# Bull Shoals
Bull Shoals es una ciudad en el Condado de Marion, Arkansas, Estados Unidos. Para el censo de 2000 la población era de 2,000 habitantes.

## Geografía
Bull Shoals se localiza a 36°22′51″N 92°35′8″O / 36.38083, -92.58556. Según la Oficina del Censo de los Estados Unidos, la ciudad tiene un área de 13 km², de los cuales 12,9 km² corresponde a tierra y 0,1 km² a agua (1,00%).

## Demografía
Para el censo de 2000, había 2.000 personas, 1.014 hogares y 650 familias en la ciudad. La densidad de población era 153,8 hab/km². Había 1.226 viviendas para una densidad promedio de 95,4 por kilómetro cuadrado. De la población 98,05% eran blancos, 0,30% afroamericanos, 0,45% amerindios, 0,25% asiáticos, 0,10% isleños del Pacífico, 0,10% de otras razas y 0,75% de dos o más razas. 1,05% de la población eran hispanos o latinos de cualquier raza.
Se contaron 1.014 hogares, de los cuales 11,6% tenían niños menores de 18 años, 57,4% eran parejas casadas viviendo juntos, 5,1% tenían una mujer como cabeza del hogar sin marido presente y 35,8% eran hogares no familiares. 32,1% de los hogares eran un solo miembro y 20,9% tenían alguien mayor de 65 años viviendo solo. La cantidad de miembros promedio por hogar era de 1,96 y el tamaño promedio de familia era de 2,39.
En la ciudad la población está distribuida en 11,6% menores de 18 años, 4,2% entre 18 y 24, 16,1% entre 25 y 44, 30,0% entre 45 y 64 y 38,3% tenían 65 o más años. La edad media fue 59 años. Por cada 100 mujeres había 91,8 varones. Por cada 100 mujeres mayores de 18 años había 90,2 varones.
El ingreso medio para un hogar en la ciudad fue de $27.139 y el ingreso medio para una familia $34.219. Los hombres tuvieron un ingreso promedio de $23.125 contra $16.950 de las mujeres. El ingreso per cápita de la ciudad fue de $17.636. Cerca de 9,1% de las familias y 12,6% de la población estaban por debajo de la línea de pobreza, 27,2% de los cuales eran menores de 18 años y 9,3% mayores de 65.